# Cyril M. Kornbluth
Cyril Michael Kornbluth (New York, 23 luglio 1923 – Levittown, 21 marzo 1958) è stato un autore di fantascienza statunitense.

## Biografia
Nato a Inwood, Manhattan (New York) nel 1923, Kornbluth iniziò a scrivere all'età di quindici anni e i suoi lavori iniziarono ad essere pubblicati a partire dal 1940. Fu membro dei Futurians, un'associazione di appassionati di fantascienza di cui fecero parte Isaac Asimov, Frederik Pohl, Damon Knight e James Blish. Con lo pseudonimo collettivo di Cyril Judd ha scritto opere a quattro mani con Judith Merril dal 1951 al 1953. Ha scritto anche con gli pseudonimi di Cecil Corwin, Simon Eisner, S. D. Gottesman, Kenneth Falconer.
Di particolare rilievo il romanzo I mercanti dello spazio e il racconto Gli idioti in marcia.
Ne I mercanti dello spazio, scritto in collaborazione con Frederik Pohl, descrive una società in cui le agenzie pubblicitarie condizionano la vita dei consumatori. Il protagonista, un giovane pubblicitario in carriera, è coinvolto nella lotta contro questo regime, organizzata da un gruppo clandestino di cui renderà possibile la vittoria.
Ne Gli idioti in marcia il mondo è sovrappopolato da persone con quoziente d'intelligenza estremamente basso, mantenute in vita da una piccola élite di persone intelligenti. Il protagonista, un venditore immobiliare giunto dal passato in animazione sospesa a causa di un incidente, troverà la soluzione a questo stato di cose: sterminerà gli idioti facendoli emigrare su Venere, dopo averli convinti che è un paradiso tropicale. Alla fine del racconto anch'egli è imbarcato su un'astronave per Venere, seguendo il destino delle sue vittime.
Kornbluth morì per un attacco di cuore a 34 anni a Levittown, frazione di Hempstead, a Long Island, nel 1958.
Numerosi suoi racconti incompiuti furono completati e pubblicati da Frederik Pohl.

## Opere
(Quando tradotte, è indicata la prima edizione italiana.)

### Romanzi
- Lago del sole (Outpost Mars, 1952; con Judith Merril, come Cyril Judd; originariamente pubblicato a puntate su Galaxy col titolo Mars Child, maggio–luglio 1951, e ripubblicato su Galaxy novel N. 46 rititolato Sin in Space, 1961). Edizione italiana Urania n.7, Arnoldo Mondadori Editore, 1953
- I mercanti dello spazio (The Space Merchants, 1952, con Frederik Pohl; originariamente pubblicato a puntate su Galaxy col titolo Gravy Planet, giugno–agosto 1952). Traduzione di Andreina Negretti, Urania n.297, Arnoldo Mondadori Editore, 1962
- L'Ordine e le Stelle (Gunner Cade, 1952; con Judith Merril, come Cyril Judd, originariamente pubblicato a puntate su Astounding Science Fiction marzo–maggio 1952). Edizione italiana come Kadd, il tiratore (in 4 puntate), in Scienza Fantastica, Editrice Krator, 1952-1953
- Domani la Luna (Takeoff, 1952). Ed. it. Galassia n.67, Casa Editrice La Tribuna, 1966
- Non è ver che sia la Mafia (The Syndic, 1953; vincitore del Premio Prometheus). Ed. it. come L'èra della follia, traduzione Tom Arno, Urania n.72, Arnoldo Mondadori Editore, 1955
- Frugate il cielo (Search the Sky, 1954, con Frederik Pohl) rivisto in modo sostanziale da Pohl (1985). Ed. it. Urania n.305, Arnoldo Mondadori Editore, 1963
- Gladiatore in legge (Gladiator at Law, 1955, con Frederik Pohl, originariamente pubblicato a puntate su Galaxy, giugno–agosto 1954) rivisto da Pohl (1986). Ed. it. Galaxy Anno II-N. 7-8-9, Casa Editrice La Tribuna, 1959
- L'anno del presidente (Presidential Year, 1958; con Frederick Pohl). Ed. it. La Bussola SF n.4 [SFB 19], Casa Editrice La Tribuna, 1965
- Il segno del lupo (Wolfbane, 1959; con Frederik Pohl; originariamente pubblicato a puntate su Galaxy, ottobre–novembre 1957) riscritto in modo sostanziale da Pohl (1986). Ed. it. come Il regno del lupo, in Galaxy Anno III-N. 5 e 6, Casa Editrice La Tribuna, 1960
- Non sarà per agosto (Not This August, 1955; anche Christmas Eve) rivisto da Pohl (1981). Ed. it. Urania n.143, Arnoldo Mondadori Editore, 1957
- Venus, Inc. (1985) (con Frederik Pohl; è una edizione omnibus de I mercanti dello spazio (The Space Merchants, 1952) e del romanzo solista di Pohl Gli antimercanti dello spazio (The Merchant's War, 1984))

### Raccolte
- The Explorers (1954)
  - Foreword [Frederik Pohl]
  - Gomez (Gomez, 1954) [qui originale]. Ed. it. ne Gli idioti in marcia, Galassia n.141, Casa Editrice La Tribuna, 1971
  - Tarlo mentale (The Mindworm, 1950). Ed. it. come Il verme, traduzione Roberta Rambelli, ne Gli idioti in marcia, Galassia n.141, Casa Editrice La Tribuna, 1971
  - Il razzo del 1955 (The Rocket of 1955, 1939). Ed. it. traduzione Michelangelo Spada, in Microfantascienza: altre 44 storie, Urania n.827, Arnoldo Mondadori Editore, 1980
  - L'altare a mezzanotte (The Altar at Midnight, 1952). Ed. it. in L'altare a mezzanotte. 50 racconti di fantascienza, Science Fiction Book Club 5 II serie [16], Casa Editrice La Tribuna, 1965
  - Thirteen O'Clock [come Cecil Corwin], (1941) serie Peter Packer
  - The Goodly Creatures, 1952
  - Amico dell'uomo (Friend to Man, 1951). Ed. it. traduzione Roberta Rambelli, ne Gli idioti in marcia, Galassia n.141, Casa Editrice La Tribuna, 1971
  - Con queste mani (With These Hands, 1951). Ed. it. ne Gli idioti in marcia, Galassia n.141, Casa Editrice La Tribuna, 1971
  - Parte di quella gloria (That Share of Glory, 1952). Ed. it. come Missionari dello spazio, in Scienza Fantastica Vol. I-N. 2, Editrice Krator, 1952
- The Mindworm and Other Stories, 1955
  - Tarlo mentale (The Mindworm, 1950)
  - Gomez (Gomez, 1954)
  - Il razzo del 1955 (The Rocket of 1955, 1939)
  - The Altar at Midnight, 1952
  - La piccola Borsa Nera (The Little Black Bag, 1950). Ed. it. come La valigetta nera, traduzione Cesare Scaglia, in Dimensioni vietate, Urania n.334, Arnoldo Mondadori Editore, 1964
  - The Goodly Creatures, 1952
  - Amico dell'uomo (Friend to Man, 1951)
  - Con queste mani (With These Hands, 1951)
  - Parte di quella gloria (That Share of Glory, 1952)
  - The Luckiest Man in Denv [come Simon Eisner], 1952
  - Stagione morta (The Silly Season, 1950)
  - Gli idioti in marcia (The Marching Morons · nv Galaxy aprile 1951). Ed. it. Galassia n.141, Casa Editrice La Tribuna, 1971

- Oltre la Luna (A Mile Beyond the Moon, 1958) [abbreviato per la sua ristampa in paperback del 1962, vedi di seguito]). Ed. it. traduzione Delio Zinoni, Urania n.1056, Arnoldo Mondadori Editore, 1987
  - Fammi il mio Marte (Make Mine Mars, 1952)
  - The Meddlers, 1953 [non nel paperback del 1962]
  - Gli eventi che portarono alla tragedia (The Events Leading Down to the Tragedy, 1958)
  - La piccola Borsa Nera (The Little Black Bag, 1950; collegato a Gli idioti in marcia)
  - Tutti conoscono Joe (Everybody Knows Joe, 1953)
  - Truffa temporale (Time Bum, 1953)
  - Passion Pills [qui originale] [non nel paperback del 1962 e nell'edizione italiana]
  - Virginia (Virginia, 1958)
  - The Slave, 1957 [non nel paperback del 1962 e nell'edizione italiana]
  - Kazam (Kazam Collects [come S. D. Gottesman], 1941)
  - L'ultimo client del bar (The Last Man Left in the Bar, 1947)
  - L'avventuriero (The Adventurer, 1953)
  - Le parole di Guru (The Words of Guru [come Kenneth Falconer], 1941). Ed. it. traduzione Antonio Bellomi, in Le grandi storie della fantascienza 3 (1941), Le grandi storie della fantascienza, SIAD Edizioni, 1981
  - Nave squalo (Shark Ship [Reap the Dark Tide], 1958). Ed. it. come La nave-squalo, traduzione Cesare Scaglia, in Dimensioni vietate, Urania n.334, Arnoldo Mondadori Editore, 1964
  - Due condanne (Two Dooms, 1958) [non nel paperback del 1962 e nell'edizione italiana]. Ed. it. in Le grandi storie della fantascienza n.20, Armenia Editore, 1990

- The Marching Morons and other Science Fiction Stories (1959)
  - Gli idioti in marcia (The Marching Morons, 1951)
  - Dominoes, 1953
  - The Luckiest Man in Denv [come Simon Eisner], 1952
  - Stagione morta (The Silly Season, 1950)
  - Manoscritto trovato in un croccante cinese (MS. Found in a Chinese Fortune Cookie, 1957). Ed. it. traduzione: Gian Luigi Gonano, ne Il pianeta Hellzapoppin, Edizioni dello Scorpione, 1967
  - L'unica cosa che impariamo (The Only Thing We Learn, 1949). Ed. it. come La sola cosa che impariamo, traduzione Roberta Rambelli, ne Gli idioti in marcia, Galassia n.141, Casa Editrice La Tribuna, 1971
  - Miss Phoebe e l'energia cosmica (The Cosmic Charge Account, 1956). Ed. it. traduzione Eddy Masuzzi, in Robot n.3, Armenia Editore, 1976
  - Ho mai chiesto piaceri a nessuno (I Never Ask No Favors, 1954). Ed. it. in Dimensioni vietate, Urania n.334, Arnoldo Mondadori Editore, 1964
  - The Remorseful, 1953

- La civiltà dell'incubo (The Wonder Effect, 1962) (con Frederik Pohl). Ed. it. Science Fiction Book Club n.51, Casa Editrice La Tribuna, 1977 
  - Presentazione (Introduction) (Pohl)
  - Massa critica (Critical Mass, 1962). Ed. it. Galaxy n.56 Anno VI-N. 1, Casa Editrice La Tribuna, 1963
  - Morte di un brav'uomo (A Gentle Dying, 1961). Ed. it. in Galaxy Anno V-N. 12, Casa Editrice La Tribuna, 1962
  - Non oseranno (Nightmare with Zeppelins, 1958). Ed. it. in Galaxy Anno II-N. 2, Editrice Due Mondi, 1959
  - Il migliore amico (Best Friend [come S. D. Gottesman], 1941). Traduzione R. Rambelli
  - Il mondo di Myrion Flowers (The World of Myrion Flowers, 1961). Traduzione R. Rambelli
  - Guai nel tempo (Trouble in Time [come S. D. Gottesman], 1940). Traduzione R. Rambelli
  - L'ingegnere (The Engineer, 1956). Traduzione R. Rambelli
  - La metropolitana di Marte (Mars-Tube [come S. D. Gottesman], 1941). Traduzione R. Rambelli
  - Il cannone di legno (The Quaker Cannon, 1961). Ed. it. come Il cannone quacquero, traduzione Ugo Malaguti, in Nova SF* a. I n. 1, Libra Editrice, 1967

- Gli idioti in marcia (Best Science Fiction Stories of C. M. Kornbluth, 1968). Ed. it. Collana Galassia n.141, Casa Editrice La Tribuna, 1971. Traduzione di Roberta Rambelli.
  - Introduction [Edmund Crispin] (sostituito nell'edizione italiana da una presentazione di Roberta Rambelli)
  - The Unfortunate Topologist, 1957 (poema) [non presente nell'edizione italiana]
  - Gli idioti in marcia (The Marching Morons, 1951)
  - The Altar at Midnight, 1952 [non presente nell'edizione italiana]
  - La piccola Borsa Nera (The Little Black Bag, 1950) [non presente nell'edizione italiana]
  - Il verme (The Mindworm, 1950)
  - Il serpente di mare (The Silly Season, 1950)
  - Ho mai chiesto piaceri a nessuno (I Never Ask No Favors, 1954) [non presente nell'edizione italiana]
  - Amico dell'uomo (Friend to Man, 1951)
  - La sola cosa che impariamo (The Only Thing We Learn, 1949)
  - Gomez (Gomez, 1954)
  - Con queste mani (With These Hands, 1951)
  - Teoria missilistica (Theory of Rocketry, 1958)
  - Quella parte di gloria (That Share of Glory, 1952). Ed. it. come Missionari dello spazio, in Scienza Fantastica Vol. I-N. 2, Editrice Krator, 1952

- Thirteen O'Clock and other Zero Hours (1970) (storie a cura di James Blish) pubblicate in origine come Cecil Corwin, più Manoscritto trovato in un croccante cinese (vedi sopra)
  - Preface [James Blish]
  - Thirteen O'Clock [versione combinata delle storie di Peter Packer, Thirteen O'Clock e Mr. Packer Goes to Hell, entrambe del 1941] [prima apparizione combinata]
  - Il razzo del 1955 (The Rocket of 1955, 1939)
  - What Sorghum Says [come Cecil Corwin], 1941
  - Crisis! [come Cecil Corwin], 1942
  - The Reversible Revolutions [come Cecil Corwin], 1941
  - The City in the Sofa [come Cecil Corwin], 1941
  - The Golden Road [come Cecil Corwin], 1942
  - Manoscritto trovato in un croccante cinese (MS. Found in a Chinese Fortune Cookie, 1957)

- The Best of C. M. Kornbluth (1976)
  - An Appreciation [Frederik Pohl]
  - Il razzo del 1955 (The Rocket of 1955, 1939)
  - Le parole di Guru (The Words of Guru [come Kenneth Falconer], 1941)
  - L'unica cosa che impariamo (The Only Thing We Learn, 1949)
  - L'avventuriero (The Adventurer, 1953)
  - La piccola Borsa Nera (The Little Black Bag, 1950)
  - The Luckiest Man in Denv [come Simon Eisner], 1952
  - Stagione morta (The Silly Season, 1950)
  - The Remorseful, 1953
  - Gomez (Gomez, 1954)
  - L'avvento sul Canale Dodici (The Advent on Channel Twelve, 1958)
  - Gli idioti in marcia (The Marching Morons, 1951)
  - L'ultimo client del bar (The Last Man Left in the Bar, 1947)
  - Tarlo mentale (The Mindworm, 1950)
  - Con queste mani (With These Hands, 1951)
  - Nave squalo (Shark Ship [Reap the Dark Tide], 1958)
  - Amico dell'uomo (Friend to Man, 1951)
  - The Altar at Midnight, 1952
  - Dominoes, 1953
  - Two Dooms, 1958
- Critical Mass (1977) (con Frederik Pohl)
  - Introduction (Pohl)
  - Il cannone di legno (The Quaker Cannon, 1961)
  - Povero Tam senza parole e senza gloria (Mute Inglorious Tam, 1974). Ed. it. traduzione Lella Cucchi, in appendice a L'arma dei Walbrook, Urania n.700, Arnoldo Mondadori Editore, 1976
  - Il mondo di Myrion Flowers (The World of Myrion Flowers, 1961)
  - Il dono di Garigolli (The Gift of Garigolli, 1974). Ed. it. traduzione Gabriele Tamburini, in Robot n.14, Armenia Editore, 1977
  - Morte di un brav'uomo (A Gentle Dying, 1961)
  - A Hint of Henbane, 1961
  - La riunione (The Meeting, 1972). Ed. it. come Il figlio cambiato, traduzione Lella Cucchi, in appendice a Il lichene cinese, Urania n.618, Arnoldo Mondadori Editore, 1973
  - L'ingegnere (The Engineer, 1956)
  - Non oseranno (Nightmare with Zeppelins, 1958)
  - Massa critica (Critical Mass, 1962)
  - Afterword (Pohl)

- Before the Universe (1980) (con Frederik Pohl)
  - La metropolitana di Marte (Mars-Tube [come S. D. Gottesman], 1941)
  - Guai nel tempo (Trouble in Time [come S. D. Gottesman], 1940) (con Frederik Pohl)
  - Vacant World [come Dirk Wylie (con Dirk Wylie, e Frederik Pohl)], 1940
  - Il migliore amico (Best Friend [come S. D. Gottesman] (con Frederik Pohl)], 1941
  - Nova Midplane [come S. D. Gottesman (con Frederik Pohl)], 1940
  - The Extrapolated Dimwit [come S. D. Gottesman (con Frederik Pohl)], 1942

- Our Best: The Best of Frederik Pohl and C.M. Kornbluth (1987) (con Frederik Pohl)
  - Introduction (Pohl)
  - The Stories of the Sixties (Pohl, sezione introduttiva)
  - Massa critica (Critical Mass, 1962)
  - Il mondo di Myrion Flowers (The World of Myrion Flowers, 1961)
  - L'ingegnere (The Engineer, 1956)
  - Morte di un brav'uomo (A Gentle Dying, 1961)
  - Non oseranno (Nightmare with Zeppelins, 1958)
  - Il cannone di legno (The Quaker Cannon, 1961)
  - The 60/40 Stories (Pohl, sezione introduttiva)
  - Guai nel tempo (Trouble in Time [come S. D. Gottesman], 1940)
  - La metropolitana di Marte (Mars-Tube [come S. D. Gottesman], 1941)
  - Epilogue to The Space Merchants (Pohl, sezione introduttiva)
  - Rocce di Venere (Gravy Planet; estratto dalla pubblicazione a puntate su rivista, non usato nel libro). Ed. it. in appendice a I Romanzi della Palma 44-53, Arnoldo Mondadori Editore, 1953
  - The Final Stories (Pohl, sezione introduttiva)
  - Povero Tam senza parole e senza gloria (Mute Inglorious Tam, 1974)
  - Il dono di Garigolli (The Gift of Garigolli, 1974)
  - La riunione (The Meeting, 1972)
  - Afterword (Pohl)

- His Share of Glory: The Complete Short Science Fiction of C.M. Kornbluth (1997) – comprende la maggior parte della narrative solista di Kornbluth, ma non include tutte le opere con pseudonimi collaborativi che sono state pubblicate tra le sue prime opere tra il 1940 e il 1942, alcune delle quali sono state edite in Before the Universe (1980).
  - Cyril [Frederik Pohl]
  - Editor's Introduction [Timothy P. Szczesuil]
  - Parte di quella gloria (That Share of Glory, 1952)
  - L'avventuriero (The Adventurer, 1953)
  - Dominoes, 1953
  - The Golden Road [come Cecil Corwin], 1942
  - Il razzo del 1955 (The Rocket of 1955, 1939)
  - Tarlo mentale (The Mindworm, 1950)
  - L'educazione di Tigress McCardle (The Education of Tigress McCardle, 1957). Ed. it. come L'educazione di Tigress Macardle, traduzione Roberta Rambelli, in Fantascienza della crudeltà, Tempo Libero 6, Lerici Editori, 1965
  - Nave squalo (Shark Ship [Reap the Dark Tide], 1958)
  - The Meddlers, 1953
  - The Luckiest Man in Denv [come Simon Eisner], 1952
  - The Reversible Revolutions [come Cecil Corwin], 1941
  - The City in the Sofa [come Cecil Corwin], 1941
  - Gomez (Gomez, 1954)
  - Masquerade [come Kenneth Falconer], 1942
  - The Slave, 1957
  - Le parole di Guru (The Words of Guru [come Kenneth Falconer], 1941)
  - Thirteen O'Clock [come Cecil Corwin], 1941
  - Mr. Packer Goes to Hell [come Cecil Corwin], 1941
  - Con queste mani (With These Hands, 1951)
  - Iteration, 1950
  - The Goodly Creatures, 1952
  - Truffa temporale (Time Bum, 1953)
  - Two Dooms, 1958
  - Passion Pills, 1958
  - Stagione morta (The Silly Season, 1950). Ed. it. come Morta stagione, in Fantascienza n.6, Garzanti, 1955
  - Fire-Power [come S. D. Gottesman], 1941
  - The Perfect Invasion [come S. D. Gottesman], 1942
  - The Adventurers, 1955
  - Kazam (Kazam Collects [come S. D. Gottesman], 1941).
  - Gli idioti in marcia (The Marching Morons, 1951)
  - The Altar at Midnight, 1952
  - Crisis! [come Cecil Corwin], 1942
  - Teoria missilistica (Theory of Rocketry, 1958)
  - The Cosmic Charge Account, 1956
  - Amico dell'uomo (Friend to Man, 1951)
  - Ho mai chiesto piaceri a nessuno (I Never Ask No Favors, 1954)
  - La piccola Borsa Nera (The Little Black Bag, 1950)
  - What Sorghum Says [come Cecil Corwin], 1941
  - Manoscritto trovato in un croccante cinese (MS. Found in a Chinese Fortune Cookie, 1957)
  - L'unica cosa che impariamo (The Only Thing We Learn, 1949)
  - L'ultimo client del bar (The Last Man Left in the Bar, 1947)
  - Virginia (Virginia, 1958)
  - L'avvento sul Canale Dodici (The Advent on Channel Twelve, 1958). Ed. it. traduzione Gian Luigi Gonano, in 12 mondi, Edizioni dello Scorpione, 1966
  - Fammi il mio Marte (Make Mine Mars, 1952)
  - Tutti conoscono Joe (Everybody Knows Joe, 1953)
  - The Remorseful, 1953
  - Sir Mallory's Magnitude [come S. D. Gottesman], 1941
  - The Events Leading Down to the Tragedy, 1958
  - King Cole of Pluto [come S. D. Gottesman], 1940
  - No Place to Go [come Edward J. Bellin], 1941
  - Dimension of Darkness [come S. D. Gottesman], 1941
  - Dead Center [come S. D. Gottesman], 1941
  - Interference [come Walter C. Davies], 1941
  - Forgotten Tongue [come Walter C. Davies], 1941
  - Return from M-15 [come S. D. Gottesman], 1941
  - The Core [come S. D. Gottesman], 1942

### Non fantascienza
- The Naked Storm (1952, as Simon Eisner)
- Valerie (1953, come Jordan Park), romanzo su una ragazza accusata di stregoneria
- Half (1953, come Jordan Park)
- A Town Is Drowning (1955, con Frederik Pohl)
- Presidential Year (1956, con Frederik Pohl)
- Sorority House (1956, con Frederik Pohl, come Jordan Park)
- A Man of Cold Rages (1958, come Jordan Park)

### Racconti non raccolti
- Stepsons of Mars (1940) [come Ivar Towers (con Richard Wilson)]
- Callistan Tomb (1941) [come Paul Dennis Lavond (con Frederik Pohl)]
- The Psychological Regulator (1941) [come Arthur Cooke (con Elsie Balter {poi Elsie Wollheim}, Robert A. W. Lowndes, John Michel, Donald A. Wollheim)
- The Martians Are Coming (1941) [come Robert A W Lowndes (con Robert A. W. Lowndes)]
- Exiles of New Planet (1941) [come Paul Dennis Lavond (con Frederik Pohl, Robert A. W. Lowndes, Dirk Wylie)]
- The Castle on the Outerplanet (1941) [come S D Gottesman (con Frederik Pohl, Robert A. W. Lowndes)]
- A Prince of Pluto (1941) [come S D Gottesman (con Frederik Pohl)]
- Einstein's Planetoid (1941) [come Paul Dennis Lavond (con Frederik Pohl, Robert A. W. Lowndes, Dirk Wylie)]
- An Old Neptunian Custom (1942) [come Scott Mariner (con Frederik Pohl)]
- Trasmutazione marina (Sea-Change, 1953 [come Cyril Judd con Judith Merril ]) (originariamente pubblicato su Dynamic Science Fiction, marzo 1953, a cura di Robert W. Lowndes, Columbia Publications, Inc). Ed. it. traduzione Lella Moruzzi, ne [I mari dell'infinito], Nova SF* a. XVII (XXXV) n. 47 (89), Perseo Libri, 2001

### Articoli
- A Funny Article on the Convention (1939)
- New Directions (1941) [come Walter C. Davies]
- The Failure of the Science Fiction Novel as Social Criticism, in The Science Fiction Novel: Imagination and Social Criticism, ed. Basil Davenport, Advent Press, 1959. (pag. 64–101).